# 織田長種
織田 長種（おだ ながたね）は、江戸時代前期の大名。大和国柳本藩2代藩主。官位は従五位下・修理亮。尚長流織田家2代。

## 生涯
初代藩主・織田尚長の長男として誕生。
寛永14年（1637年）3月7日、家督を相続した。同年6月28日、3代将軍・徳川家光に御目見する。
寛永20年（1643年）9月8日、死去。享年27。法号は真源院殿泰室華公大禅定門。祥雲寺に葬られた。以後、同寺は柳本藩織田家の当主の墓地の一つとなる。

## 系譜
子女は1男。
- 父：織田尚長
- 母：宝樹院
- 正室：小出三尹の娘
  - 長男：織田秀一